# Karl H. Timmermann

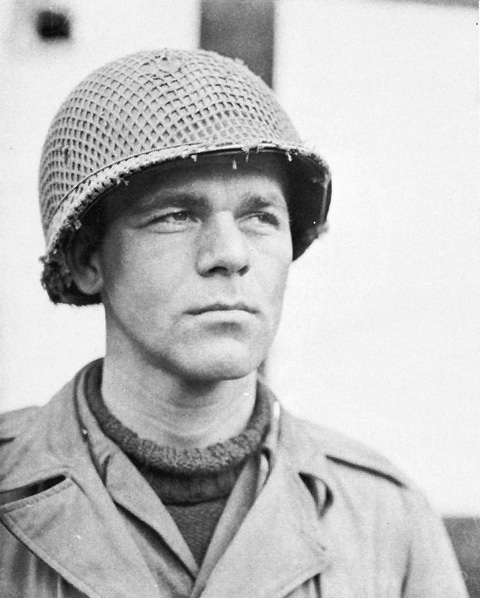
Karl H. Timmermann (1945)

Karl Heinrich Timmermann (* 19. Juni 1922 in Frankfurt am Main; † 21. Oktober 1951 in Aurora, Colorado) war ein US-amerikanischer Offizier in der US Army, der die Eroberung der Ludendorff-Brücke bei Remagen im März 1945 anführte.

## Leben
Timmermanns Vater stammte aus Nebraska und hatte deutsche Vorfahren. Er meldete sich 1919 zur US Army und kam als Teil der amerikanischen Besatzungstruppe nach Deutschland. Dort lernte er eine Frau kennen, die er wenig später heiratete. Kurz nach Karl Timmermanns Geburt kehrte die Familie in die USA zurück. Während seiner Zeit an der Highschool in West Point, Nebraska, unterzog sich Karl Timmermann im Rahmen des Citizens’ Military Training Camp einer paramilitärischen Ausbildung.
Im Juli 1940 meldete sich Timmermann zur US Army. Nach seiner Grundausbildung war er mit der 3rd Infantry Division in Fort Lewis, Washington stationiert. Während sein eigentlicher Verband im Oktober 1942 nach Nordafrika verlegt wurde, kam Timmermann auf eine Offiziersschule. Im Februar 1943 wurde er zum Second Lieutenant befördert und nahm anschließend an einem Panzerlehrgang in Fort Riley, Kansas teil. Danach wurde er Zugführer in der A Company, 27th Armored Infantry Battalion der 9th Armored Division. Nach seiner Hochzeit mit LaVera Meyer im Mai 1944 schiffte sich Timmermanns Division am 20. August 1944 nach Europa ein. Seine Division wurde nach ihrer Ankunft in Frankreich im September in die Ardennen verlegt. Dort kämpfte Timmermann nach dem Anlaufen der Ardennenoffensive u. a. bei Sankt Vith, wobei er von Schrapnellsplittern am Arm verwundet wurde. Im Frühjahr 1945 setzten die Westalliierten ihren Vormarsch nach Deutschland fort. Timmermanns Tochter kam am 28. Februar 1945 zur Welt, was er erst später erfuhr. Nach der Verwundung seines Kompaniechefs wurde Timmermann wenig später zum Kompanieführer ernannt.
Am 7. März führte er ein Vorabkommando seiner Division, das gegen 13 Uhr die intakte Ludendorff-Brücke über den Rhein erreichte. Timmermann informierte daraufhin seinen Kommandeur General William M. Hoge, der einen Angriff auf die Brücke befahl. Zwei Sprengversuche deutscher Soldaten waren erfolglos. Timmermann und seinen Soldaten gelang es, die Brücke einzunehmen. Gegen 16 Uhr überquerte er als erster Soldat der US-Armee den Rhein. Wenig später überquerten bereits zahlreiche Einheiten der 12. US-Heeresgruppe die strategisch wichtige Brücke.
Timmermann wurde nach der erfolgreichen Eroberung der Brücke nach Paris gebracht, wo er von zahlreichen Zeitungen wie The Stars and Stripes interviewt wurde. Er und 12 andere Soldaten, die sich bei der Brückeneroberung verdient gemacht hatten, erhielten das Distinguished Service Cross. Nach dem Kriegsende wurde er im Dezember 1945 ehrenhaft aus der US-Armee entlassen.
1947 trat er als Reserveoffizier in die US-Streitkräfte ein und wurde als First Lieutenant einem Aufklärungstrupp der 7th Infantry Division zugeteilt. Im September 1950 landete die Division in Incheon, Südkorea, um im Koreakrieg zu kämpfen. Wegen starker Schmerzen wurde er von der Front abberufen. In einem Militärkrankenhaus in Aurora, Colorado, wurde Hodenkrebs diagnostiziert. Timmermann starb dort am 21. Oktober 1951. Er wurde auf dem Fort Logan National Cemetery in Denver (Colorado) beerdigt.

## Auszeichnungen
Timmermann wurde mit folgenden Orden und Auszeichnungen dekoriert:
- Distinguished Service Cross
- Bronze Star
- Purple Heart
- Combat Infantryman Badge
- Gold Star Lapel Button
- Good Conduct Medal

Der Timmermann Park, die Karl Timmermann Memorial Bridge in West Point (Nebraska) und das Timmermann Theater in Fort Dix (New Jersey) wurden nach ihm benannt.
Die Eroberung der Ludendorff-Brücke ist oft thematisiert worden, unter anderem in dem Spielfilm Die Brücke von Remagen.